# 乔达摩 (仙人)
乔达摩是印度教神话《梨俱吠陀》中的一位智者，其在耆那教与佛教中也有出现。

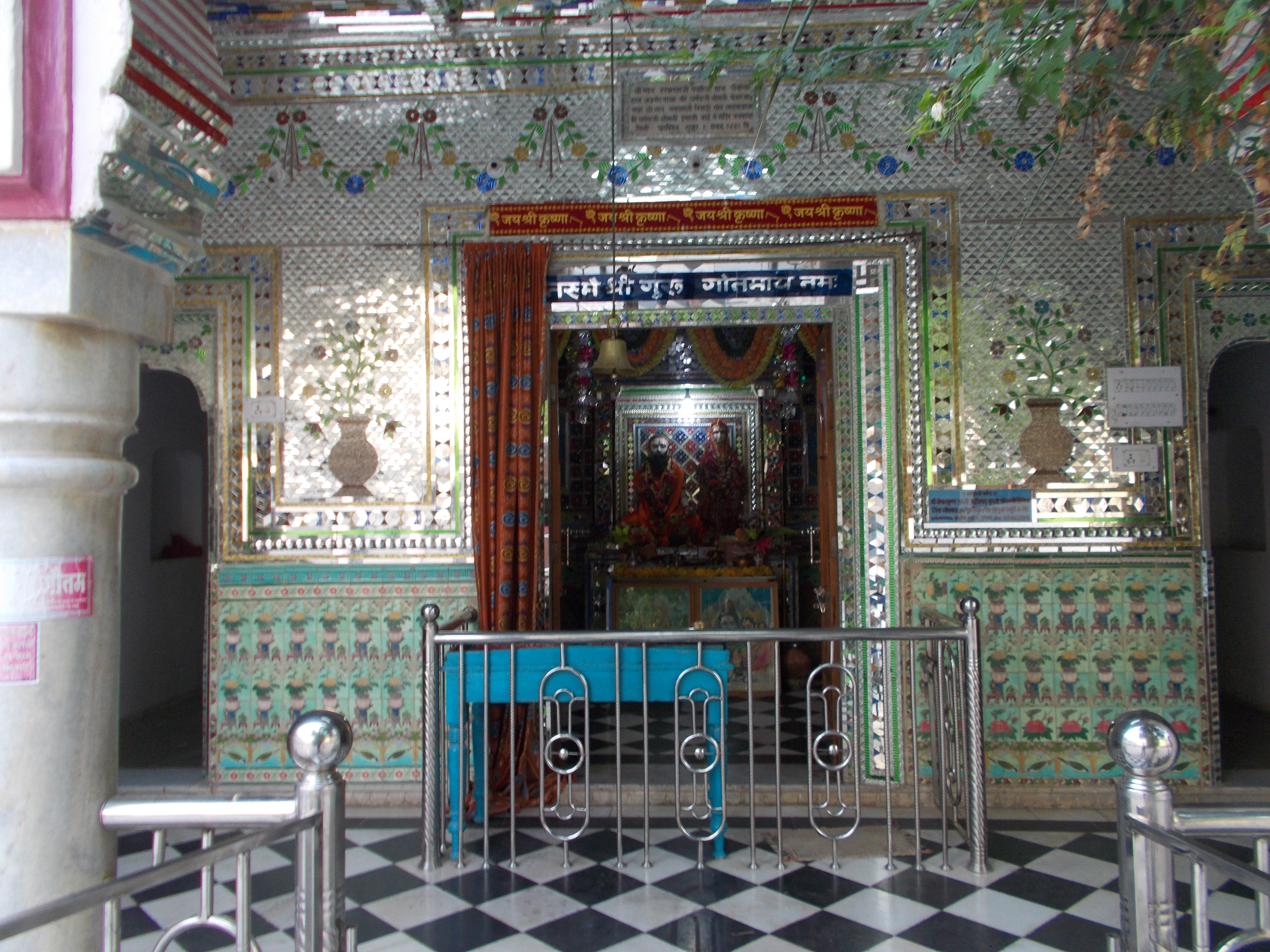
普斯赫卡尔的乔达摩与阿诃厘耶庙

《梨俱吠陀》中有多节颂诗都提及了他，并且据记载书中一部分为他所写。